# جرارد نیبور
جرارد نیبور (انگلیسی: Gerard Nijboer؛ زادهٔ ۱۸ اوت ۱۹۵۵) دونده دو استقامت، و ورزشکار دو و میدانی اهل پادشاهی هلند است.